# Władysław Suracki
Władysław Suracki (ur. 14 listopada 1895 w Krępcu, zm. 12 września 1939 w Wiskitkach) – podpułkownik dyplomowany piechoty Wojska Polskiego, kawaler Orderu Virtuti Militari.

## Życiorys
Urodził się 14 listopada 1895 w Krępcu, w rodzinie Mateusza i Bronisławy z Gozdalskich.
W czasie I wojny światowej walczył w szeregach rosyjskiego 11 Fanagoryjskiego Pułku Grenadierów, w stopniu w stopniu chorążego (praporszczyka). Do Wojska Polskiego został przyjęty z byłej armii rosyjskiej i byłych Korpusów Wschodnich. 10 marca 1919 został powołany ze Straży Granicznej na I kurs adiutantów sztabowych przy Sztabie Generalnym. 29 kwietnia 1919, po ukończeniu kursu, został przydzielony do Dowództwa Dywizji Litewsko-Białoruskiej. Od tego czasu do 1924 przysługiwał mu, obok stopnia wojskowego, tytuł „adiutant sztabowy”. 6 czerwca 1919 ogłoszono jego przydział z IV Dywizjonu Straży Granicznej do dyspozycji Dowództwa Grupy Litewskiej.
W latach 1922–1929 służył w 77 Pułku Piechoty w Lidzie. 3 maja 1922 został zweryfikowany w stopniu kapitana ze starszeństwem z 1 czerwca 1919 i 648. lokatą w korpusie oficerów piechoty. W grudniu 1929, po ukończeniu kursu próbnego i odbyciu stażu liniowego, został powołany do Wyższej Szkoły Wojennej w Warszawie, w charakterze słuchacza dwuletniego kursu 1929/31. 27 stycznia 1930 został mianowany majorem ze starszeństwem z 1 stycznia 1930 i 6. lokatą w korpusie oficerów piechoty. Z dniem 1 września 1931, po ukończeniu kursu i otrzymaniu dyplomu naukowego oficera dyplomowanego, został przeniesiony do Dowództwa Okręgu Korpusu Nr IX w Brześciu nad Bugiem. W kwietniu 1934 został przeniesiony do 7 Pułku Piechoty Legionów w Chełmie na stanowisko dowódcy batalionu.
W 1939, w czasie pokoju i w czasie kampanii wrześniowej, pełnił służbę na stanowisku szefa sztabu 30 Dywizji Piechoty. Na stopień podpułkownika został mianowany ze starszeństwem z 19 marca 1939 i 20. lokatą w korpusie oficerów piechoty. Poległ 12 września 1939 w Wiskitkach. Został pochowany na cmentarzu parafialnym w Wiskitkach.

## Ordery i odznaczenia
- Krzyż Srebrny Orderu Wojskowego Virtuti Militari – pośmiertnie 28 września 1939 przez dowódcę Armii „Warszawa” gen. dyw. Juliusza Rómmla[26][27]
- Krzyż Kawalerski Orderu Odrodzenia Polski – 10 listopada 1938 „za zasługi w służbie wojskowej”[28][29]
- Medal Niepodległości – 23 grudnia 1933 „za pracę w dziele odzyskania niepodległości”[30][31][1]
- Srebrny Krzyż Zasługi – 10 listopada 1928 „w uznaniu zasług, położonych na polu pracy w poszczególnych działach wojskowości”[32][33]